# Fynn Gutzeit
Fynn Gutzeit (* 20. August 1990 in Kiel) ist ein deutscher Fußballspieler, der zurzeit beim FC Kilia Kiel unter Vertrag steht. Er spielt auf der Position des linken Verteidigers.

## Karriere
Der Sohn des ehemaligen Holstein-Kiel-Trainers Thorsten Gutzeit spielte zunächst bei der SpVg Eidertal Molfsee und dann bis 2009 in den Jugendmannschaften von Holstein Kiel. Zur Saison 2009/10 wurde er in den Profikader der Kieler geholt, am Ende stand jedoch der Abstieg in die Regionalliga Nord. Während der Spielzeit wurde Gutzeit 17-mal in der Reservemannschaft der Norddeutschen eingesetzt, bestritt jedoch auch fünf Einsätze in der 3. Liga für die erste Mannschaft. Seit der Saison 2016/17 schnürt Fynn Gutzeit für den TSV Schilksee in der SH-Liga seine Fußballstiefel. Unter großem Erwartungsdruck konnte Fynn Gutzeit in den ersten Spielen unter Beweis stellen, dass seine Auftritte für Holstein Kiel kein Zufall waren. So ist Fynn Gutzeit der einzige Spieler, der die komplette Hinrunde nicht eine Minute Spielzeit verpasst hat. Nach einigen internen Problemen beim TSV Schilksee veränderte sich die 1. Herrenmannschaft und hatte einige Abgänge zu verzeichnen. Seit Sommer 2017 läuft Fynn Gutzeit für den Verein SVE Comet Kiel (Verbandsliga Ost) auf.